# Precious Monye Onyabor
Precious Monye Onyabor (Aba, 22 dicembre 1974) è un ex calciatore nigeriano, di ruolo centrocampista.

## Carriera

### Club
Ha militato in squadre della massima serie nigeriana fino al 1995, anno in cui si è trasferito al Fehervar Parmalat, con cui nella stagione 1995-1996 ha segnato un gol in 23 presenze nella massima serie ungherese. A fine anno è stato acquistato dal Cosenza, con la cui maglia nella stagione 1996-1997 ha giocato 2 partite in Serie B; successivamente è tornato in Ungheria, al Videoton, con cui ha giocato 10 partite in massima serie, categoria in cui ha militato anche nella stagione 1997-1998 nell'Ujpest. Dopo un anno nell'Al Hilal (massima serie dell'Arabia Saudita) è tornato in Italia, alla Reggiana in Serie C1. Ha poi vestito per un anno la maglia dell'UT Arad nella seconda serie rumena, per poi tornare al Videoton nella stagione 2001-2002. Nella stagione 2002-2003 ha totalizzato 23 presenze ed un gol in campionato con il Videoton, ed a fine anno è passato al Birkirkara nella massima serie di Malta, competizione che ha vinto nella stagione 2005-2006 dopo che l'anno precedente aveva vinto la Coppa nazionale maltese. Lascia il club dopo quattro anni con un totale di 3 gol in 74 partite in campionato, ed al termine della stagione 2007-2008 (22 presenze senza gol nella massima serie maltese con gli Hamrun Spartans) si ritira.

### Nazionale
Ha esordito in Nazionale nel 1992; tra il 1992 ed il 1994 ha giocato complessivamente 6 partite in Nazionale senza mai segnare.

## Palmarès

### Club

#### Competizioni nazionali
- Campionato maltese: 1

Birkirkara: 2005-2006
- Coppa di Malta: 1

Birkirkara: 2004-2005